# Pater Lieven
Vous pouvez aider à l'améliorer ou bien discuter des problèmes sur sa page de discussion.
- Il ne cite pas suffisamment ses sources. Vous pouvez indiquer les passages à sourcer avec {{référence nécessaire}} ou {{Référence souhaitée}}, et inclure les références utiles en les liant aux notes de bas de page. (Marqué depuis mai 2021)
- Il contient une ou plusieurs listes. Le texte gagnerait à être rédigé sous la forme d’un ou plusieurs paragraphes synthétiques, afin d’être plus agréable à lire. (Marqué depuis mai 2021)

- Archive Wikiwix
- Bing
- Cairn
- DuckDuckGo
- E. Universalis
- Gallica
- Google
- G. Books
- G. News
- G. Scholar
- Persée
- Qwant
- (zh) Baidu
- (ru) Yandex
- (wd) trouver des œuvres sur Wikidata

Pater Lieven est une bière d'abbaye brassée en Belgique par la brasserie Van Den Bossche à Essche-Saint-Liévin dans la commune de Herzele en province de Flandre orientale. Elle se réfère à Liévin de Gand, martyr et saint patron du village.

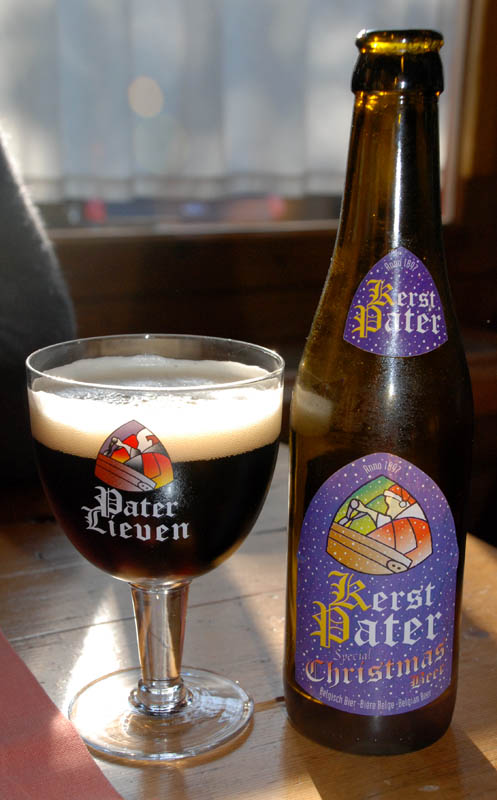
Kerst Pater

## Histoire
Le village flandrien d'Essche-Saint-Liévin organise tous les 50 ans une fête pour commémorer le décès de Liévin de Gand devenu Saint Liévin qui serait mort martyrisé en 657 au village. À l'occasion de la fête de 1957, les frères Willy et Marc Van Den Bossche, maîtres brasseurs de la brasserie Van Den Bossche créent une nouvelle bière appelée Pater Lieven en l'honneur de Liévin de Gand. Il s'agit à l'époque d'une bière ambrée de fermentation haute titrant 5,7 % en volume d'alcool. Cette bière est exclusivement distribuée en bouteille jusqu'en 1970 où elle est produite en fût à l'occasion d'une fête locale. La production de cette bière ne cesse de croître. En 1997, à l'occasion du centenaire de la brasserie, une nouvelle gamme de Pater Lieven est créée. Le dessin de l'étiquette en forme de vitrail représente un brasseur remuant son brassin. L'écriture est en caractères gothiques.

## Variétés
Actuellement, la Pater Lieven se décline en cinq variétés commercialisées en bouteilles de 33 cl : 
- Pater Lieven Tripel, une bière ambrée triple de fermentation haute titrant 8 % en volume d'alcool.
- Pater Lieven Bruin, une bière brune de fermentation haute titrant 6,5 % en volume d'alcool.
- Pater Lieven Blond, une bière blonde de fermentation haute titrant 6,5 % en volume d'alcool. Cette bière a obtenu une médaille d'or dans la catégorie Best bottled ales au Toronto Wine & Cheese Show, le plus grand festival de bières du Canada.
- Pater Lieven Wit, une bière blanche de fermentation haute titrant 4,5 % en volume d'alcool.
- Kerst Pater, une bière brune de Noël de fermentation haute titrant 9 % en volume d'alcool.